# Spiniphora nipponensis
Spiniphora nipponensis är en tvåvingeart som beskrevs av Rudolf Beyer 1958. Spiniphora nipponensis ingår i släktet Spiniphora och familjen puckelflugor. Inga underarter finns listade i Catalogue of Life.